# مقارنة بين مقدمي خدمات البريد الإلكتروني
الجداول والمعارض التالية غبارة عن مقارنة بالمعلومات العامة والفنية لعدد من ممدي ومقدمي البريد الإلكتروني .

## مقارنة عامة
معلومات عامة عن مقدمي خدمات البريد الإلكتروني والمنتجات
| المنتج                           | المالك                      | صدر في                                            | الثمن | تخزين صندوق البريد                                                      | الحد الأقصى للمرفقات                                                                   | اللغات المعتمدة        | دعم بوب 3 بروتوكول مكتب البريد      | دعم أي أم أيه بي IMAP | دعم إس إم تي بي بروتوكول إرسال البريد البسيط | دعم بروتوكول تشفير                                     | انتهاء صلاحية الحساب (inactivity)                    | استخدام نطاق خاص Use Own Domain    |
| -------------------------------- | --------------------------- | ------------------------------------------------- | --- | ----------------------------------------------------------------------- | -------------------------------------------------------------------------------------- | ---------------------- | ----------------------------------- | --------------------- | -------------------------------------------- | ------------------------------------------------------ | ---------------------------------------------------- | ---------------------------------- |
| AOL Mail                         | إيه أو إل                   | 1993, مارس                                        | مجانا ( الإعلان) | غير محدود                                                               | 25 ميجابايت                                                                            | إنجليزي                | نعم                                 | نعم                   | نعم                                          | SSL                                                    | 3 months                                             | ؟                                  |
| Atmail                           | Atmail                      | 1998 ديسمبر                                       | From $79/month | 10 جيجابايت                                                             | 50 ميجابايت                                                                            | 10                     | All                                 | نعم                   | نعم                                          | SSL                                                    | Until payment ends                                   | نعم                                |
| FastMail                         | Fastmail Pty Ltd            | 1999, يناير                                       | $10/year to $120/year | 250 ميجابايت to 60 جيجابايت                                             | 50 ميجابايت                                                                            | إنجليزي، ألماني, فرنسي | نعم                                 | نعم                   | نعم                                          | SSL, TLS                                               | After subscription expiry                            | Yes, Enhanced and Premier plans    |
| جيميل                            | جوجل Inc                    | 2004, أبريل                                       | مجانا ( الإعلان); $5/user/month on the user's domain                                                                                    | 15 جيجابايت                                                             | 25 ميجابايت (10 جيجابايت per file via جوجل درايف)                                      | 71                     | نعم                                 | نعم                   | نعم                                          | SSL, TLS                                               | 9 months                                             | Yes, for $5/user/month option only |
| GMX Mail (gmx.net)               | United Internet AG, ألمانيy | 1997, يناير                                       | مجانا ( الإعلان) or Paid (3-5€/month)                                                                                                   | 1 جيجابايت (free) 5-10 جيجابايت (paid)                                  | 20 ميجابايت (free) 50-100 ميجابايت (paid)                                              | ألماني                 | نعم                                 | مدفوع                 | نعم                                          | --                                                     | 6 months or if payment stopped                       | ؟                                  |
| هوشميل                           | Hush Communications Ltd.    | 1999, May                                         | مجاني (بدون إعلانات) $34.99 year (Premium) $49.98 year (Premium+Desktop)                                                                | 25 ميجابايت (Free), 1 جيجابايت (Premium), 10 جيجابايت (Premium+Desktop) | 20 ميجابايت per file, total 25 ميجابايت per mail                                       | إنجليزي                | مدفوع                               | مدفوع                 | مدفوع                                        | SSL,TLS                                                | 3 weeks (Free); Until payment ends                   | نعم                                |
| آي كلاود                         | أبل                         | 2011, أكتوبر                                      | 0$ or $0.99/month, $3.99/month, $9.99/month or $19.99/month                                                                             | 5 جيجابايت (Free), 20, 200, 500 جيجابايت or 1 TB monthy                 | 20 ميجابايت                                                                            | 4                      | لا                                  | نعم                   | نعم                                          | SSL, TLS                                               | Never                                                | ؟                                  |
| لايكوس                           | Lycos, Inc.                 | 1995, يناير                                       | مجانا ( الإعلان) and limited to some countries. Premium: $19.95 yearly                                                                  | 3 جيجابايت (free) 5 جيجابايت                                            | 35 ميجابايت                                                                            | إنجليزي                | إضافة فقط                           | إضافة فقط             | إضافة فقط                                    | SSL                                                    | 1 month                                              | ؟                                  |
| Mail.com                         | United Internet AG          | 1995                                              | مجانا ( الإعلان) or $3.95/month or $19.95/year                                                                                          | غير محدود                                                               | 50 ميجابايت                                                                            | 3                      | مدفوع فقط                           | مدفوع فقط             | مدفوع فقط                                    | SSL                                                    | 12 months (Free); Until payment ends                 | ؟                                  |
| مايل رو                          | مايل رو                     | 1998, يناير                                       | مجانا ( الإعلان) or $5 monthly | غير محدود                                                               | 25 ميجابايت                                                                            | 4                      | نعم                                 | نعم                   | نعم                                          | SSL                                                    | 6 months (Free); Until payment ends                  | نعم                                |
| أوت لوك .كوم (Live Mail/Hotmail) | مايكروسوفت                  | 1996, يوليو (As Hotmail) 2012, يوليو (As Outlook) | مجانا ( الإعلان); Paid option | غير محدود                                                               | 25 ميجابايت (Unlimited via ون درايف)                                                   | 106                    | نعم                                 | نعم                   | نعم                                          | SSL, Exchange ActiveSync                               | 270 days                                             | لا                                 |
| بروتون‌ ميل                       | Proton Technologies AG      | 2013                                              | مجاني (بدون إعلانات); Multi-tiered pricing                                                                                              | 500 ميجابايت                                                            | 15 ميجابايت                                                                            | إنجليزي                | لا                                  | لا                    | نعم                                          | SSL                                                    | Never                                                | نعم, for premium accounts          |
| Rackspace                        | Rackspace Inc               | 2007, أكتوبر                                      | From $2 user/month | 25 جيجابايت                                                             | 50 ميجابايت                                                                            | 12                     | نعم                                 | نعم                   | نعم                                          | SSL                                                    | Until payment ends                                   | نعم                                |
| ريديف دوت كوم ‏                   | ريديف دوت كوم ‏              | 1997                                              | مجانا ( الإعلان) and Paid: 399 روبية هندية (6٫60 دولار أمريكي)/year for بروتوكول مكتب البريد؛ 50 روبية هندية (83 ¢ US)/month for mobile | غير محدود                                                               | 25 ميجابايت                                                                            | 11                     | 399 روبية هندية (6٫60 دولار أمريكي) | ؟                     | ؟                                            | SSL,TLS                                                | 2 months (Mailbox deletion), 3 months (Deactivation) | ؟                                  |
| Runbox                           | Runbox Solutions AS         | 1999                                              | $19.95 per year or $49.95 per year with email & web hosting                                                                             | 10 جيجابايت                                                             | 100 ميجابايت                                                                           | 2                      | نعم                                 | نعم                   | نعم                                          | SSL                                                    | Until payment ends                                   | نعم                                |
| توتانوتا                         | Tutao GميجابايتH            | 2011                                              | مجاني (بدون إعلانات) €12 year (Premium)                                                                                                 | 1 جيجابايت                                                              | 25 ميجابايت                                                                            | 30                     | لا                                  | لا                    | نعم                                          | SSL، الكيانات المسماة المستند إلى نظام أسماء النطاقات ‏ | Never                                                | نعم, for premium accounts          |
| بريد ياهو!                       | ياهو!                       | 1997, أكتوبر                                      | مجانا ( الإعلان) Yahoo! Mail Plus $49.99                                                                                                | 1 TB                                                                    | 25 ميجابايت (150 ميجابايت per file via دروبوكس)                                        | 27                     | Most countries or YPOPs!            | نعم                   | نعم                                          | SSL except classic version.                            | 12 months                                            | ؟                                  |
| ياندكس                           | ياندكس                      | 2000, يونيو                                       | مجاني (بدون إعلانات) | غير محدود                                                               | 22 ميجابايت per file, total 30 ميجابايت per mail (2 جيجابايت per file via Yandex Disk) | 6                      | نعم                                 | نعم                   | نعم                                          | SSL, TLS, Exchange ActiveSync                          | 24 months                                            | نعم                                |
| Zoho                             | مؤسسة زوهو                  | 2008, أكتوبر                                      | Personal مجاني (بدون إعلانات); Premium options $24 to $99/user yearly                                                                   | 5 جيجابايت "Lite". "Standard": 10 & 15 جيجابايت                         | 20 ميجابايت                                                                            | 16                     | نعم                                 | نعم                   | نعم                                          | SSL                                                    | 4 months (Free); Until payment ends                  | Yes                                |
| المنتج                           | المالك                      | صدر في                                            | الثمن | تخزين صندوق البريد                                                      | الحد الأقصى للمرفقات                                                                   | اللغات المعتمدة        | دعم بوب 3 بروتوكول مكتب البريد      | دعم أي أم أيه بي IMAP | دعم إس إم تي بي بروتوكول إرسال البريد البسيط | دعم بروتوكول تشفير                                     | انتهاء صلاحية الحساب (inactivity)                    | استخدام نطاق خاص Use Own Domain    |

Notes
1. ↑  In addition to the POP3 support listed here, almost all Web mail providers can be accessed with POP3 using the third-party tool FreePOPs.
2. ↑  Supports up to 50 users. Additional user $2/user/month.
3. ↑  Gmail accounts may or may not be deleted after 9 months of inactivity. There is no guarantee they will remain after then.[7]
4. ↑  Must be an Apple (iPod, iPad, &c.) owner to obtain an account, but works on Windows, as well.
5. ↑  20 جيجابايت cost $0.99/month, 200 جيجابايت cost $3.99/month, 500 جيجابايت cost $9.99/month or 1 TB cost $19.99/month[12][13]
6. ↑  shared between file and email storage, customizable ratio
7. ↑  When a user's mail box contains more than 500 ميجابايت, they will receive an email with a proposal to increase the volume by 2 جيجابايت by solving a حروف تحقق[18]
8. ↑  Requires minimum of 5 mailboxes.
9. ↑  Yahoo! Mail announced Gratis 1 TB of storage space for all its meميجابايتers, in أكتوبرober 2013.[26]
10. ↑  Also can be used on non-mobile devices via third-party software.[28]
11. ↑  In addition to the POP3 support listed here, almost all Web mail providers can be accessed with POP3 using the third-party tool FreePOPs.

## توزيعة البرنامج
معلومات عامة عن مقدمي خدمات البريد الإلكتروني والمنتجات
| المنتج             | برنامج البريد الإلكتروني | يتطلب جافا سكريبت |
| ------------------ | ------------------------ | --- |
| AOL Mail           | مُحتكرة                   | تتطلب طريقة العرض القياسية لإيميل أمريكا أون لاين : جافا سكريبت أما طريقة العرض أتش تي أم أل لإيميل أمريكا أون لاين الأساسي فلا تحتاج جافا سكريبت |
| Atmail             | مُحتكرة                   | نعم |
| Bitmessage.ch      | SquirrelMail             | نعم للتسجيل( signup ) |
| FastMail           | جُزئيٌّα                    | الواجهة القياسية تتطلب جافا سكريبت أما كلاسيكية فلا تحتاج                                                                                         |
| Gandi              | Roundcube                | نعم |
| جيميل              | مُحتكرة                   | الواجهة القياسية لجيميل تتطلب جافا سكريبت أما واجهة أتش تي ام ال الاساسية فلا تستخدم جافا سكريبت                                                  |
| GMX Mail (gmx.net) | مُحتكرة                   | نعم |
| هوشميل             | مُحتكرة                   | نعم |
| آي كلاود           | مُحتكرة                   | نعم |
| لايكوس             | مُحتكرة                   | نعم |
| Mail.com           | مُحتكرة                   | نعم |
| مايل رو            | مُحتكرة                   | نعم |
| أوت لوك .كوم       | مُحتكرة                   | نعم |
| أوفي (نوكيا)       | مُحتكرة                   | نعم |
| بروتون‌ ميل         | مفتوح المصدر             | نعم |
| Rackspace          | مُحتكرة                   | نعم |
| ريديف دوت كوم ‏     | مُحتكرة                   | نعم |
| Runbox             | مُحتكرة                   | نعم |
| Thexyz             | مُحتكرة                   | نعم |
| توتانوتا           | مفتوح المصدر             | نعم |
| بريد ياهو!         | مُحتكرة                   | الواجهة القياسية لياهو! تتطلب جافا سكريبت أما واجهة أتش تي ام ال الاساسية فلا تستخدم جافا سكريبت                                                  |
| ياندكس             | مُحتكرة                   | نعم |
| Zoho               | مُحتكرة                   | نعم |
| المنتج             | منشأة البرمجيات          | يتطلب جافا سكريبت |

^α some parts of the FastMail web software have been released as free, open-source software. The front-end JavaScript library is released as Overture JS and the rich-text editor as Squire. The نماذج بيانات and various client code was donated to Roundcube for its JMAP implementation.

## الحقوق الرقمية
|                    | خصوصية متحققة ودفاع قانوني متحقق    | خصوصية متحققة ودفاع قانوني متحقق | خصوصية متحققة ودفاع قانوني متحقق | خصوصية متحققة ودفاع قانوني متحقق | خصوصية متحققة ودفاع قانوني متحقق | إحتمال أن تكون متحققة neutral technology | إحتمال أن تكون متحققة neutral technology | Claimed سياسات الخصوصية | Claimed سياسات الخصوصية | Claimed سياسات الخصوصية                | Claimed سياسات الخصوصية            |
| المنتج             | مواقع الخوادم (Server's)            | بريد وب الآمن (بنظام SSL)        | بوابة (تور (شبكة مجهولة)) متاحة  | المتصفح (Tor) مسموح              | خادم وكيل متوفر                  | الرقابة على الإنترنت (الدول)             | سجل الكوكيز (HTTP tracking cookies)      | إعلانات شخصية           | تتبع عنوان أي بي (IP)   | مشاركة المعلومات (Information sharing) | إختطاف المتصفح (Browser hijacking) |
| ------------------ | ----------------------------------- | -------------------------------- | -------------------------------- | -------------------------------- | -------------------------------- | ---------------------------------------- | ---------------------------------------- | ----------------------- | ----------------------- | -------------------------------------- | ---------------------------------- |
| AOL Mail           | الولايات المتحدة الأمريكية          | نعم (الافتراضي)                  | لا                               | غير معروف                        | غير معروف                        | غير معروف                                | غير معروف                                | غير معروف               | غير معروف               | غير معروف                              | غير معروف                          |
| Atmail             | أستراليا                            | نعم (الافتراضي)                  | لا                               | غير معروف                        | غير معروف                        | غير معروف                                | غير معروف                                | غير معروف               | غير معروف               | غير معروف                              | غير معروف                          |
| Bitmessage.ch      | سويسرا                              | نعم (الافتراضي)                  | نعم                              | لا, يتطلب جافا سكريبت            | لا                               | لا                                       | لا                                       | لا                      | لا                      | لا                                     | لا                                 |
| FastMail           | الولايات المتحدة الأمريكية، أيسلندا | نعم (الافتراضي)                  | لا                               | غير معروف                        | نعم                              | غير معروف                                | غير معروف                                | لا                      | غير معروف               | غير معروف                              | غير معروف                          |
| Gandi              | فرنسا                               | نعم (الافتراضي)                  | لا                               | غير معروف                        | غير معروف                        | غير معروف                                | غير معروف                                | غير معروف               | غير معروف               | غير معروف                              | غير معروف                          |
| جيميل              | الولايات المتحدة الأمريكية          | نعم (الافتراضي)                  | لا                               | لا                               | لا                               | غير معروف                                | نعم                                      | نعم                     | محتمل                   | نعم                                    | نعم                                |
| GMX Mail (gmx.com) | ألمانيا                             | نعم                              | لا                               | لا                               | غير معروف                        | غير معروف                                | غير معروف                                | غير معروف               | غير معروف               | غير معروف                              | غير معروف                          |
| هوشميل             | كندا                                | نعم (الافتراضي)                  | لا                               | غير معروف                        | غير معروف                        | غير معروف                                | غير معروف                                | لا                      | غير معروف               | لا                                     | غير معروف                          |
| آي كلاود           | الولايات المتحدة الأمريكية          | نعم (الافتراضي)                  | لا                               | غير معروف                        | غير معروف                        | غير معروف                                | غير معروف                                | غير معروف               | غير معروف               | غير معروف                              | غير معروف                          |
| لايكوس             | كوريا                               | نعم                              | لا                               | غير معروف                        | غير معروف                        | غير معروف                                | غير معروف                                | غير معروف               | غير معروف               | غير معروف                              | غير معروف                          |
| Mail.com           | ألمانيا                             | نعم                              | لا                               | لا                               | غير معروف                        | غير معروف                                | غير معروف                                | غير معروف               | غير معروف               | غير معروف                              | غير معروف                          |
| مايل رو            | روسيا                               | نعم                              | لا                               | غير معروف                        | غير معروف                        | غير معروف                                | غير معروف                                | غير معروف               | غير معروف               | غير معروف                              | غير معروف                          |
| أوت لوك .كوم       | الولايات المتحدة الأمريكية          | نعم (الافتراضي)                  | لا                               | غير معروف                        | غير معروف                        | غير معروف                                | غير معروف                                | غير معروف               | غير معروف               | غير معروف                              | غير معروف                          |
| أوفي (نوكيا)       | فنلندا                              | نعم (الافتراضي)                  | لا                               | غير معروف                        | غير معروف                        | غير معروف                                | غير معروف                                | غير معروف               | غير معروف               | غير معروف                              | غير معروف                          |
| بروتون‌ ميل         | سويسرا                              | نعم (الافتراضي)                  | لا                               | لا, JS required                  | لا                               | لا                                       | لا                                       | لا                      | لا                      | لا                                     | لا                                 |
| Rackspace          | الولايات المتحدة الأمريكية          | نعم (الافتراضي)                  | لا                               | غير معروف                        | غير معروف                        | غير معروف                                | غير معروف                                | غير معروف               | غير معروف               | غير معروف                              | غير معروف                          |
| ريديف دوت كوم ‏     | الهند                               | نعم                              | لا                               | نعم                              | غير معروف                        | غير معروف                                | غير معروف                                | غير معروف               | غير معروف               | غير معروف                              | غير معروف                          |
| Runbox             | النرويج                             | نعم (الافتراضي)                  | لا                               | نعم                              | غير معروف                        | غير معروف                                | لا                                       | لا                      | غير معروف               | لا                                     | غير معروف                          |
| Thexyz             | كندا                                | نعم (الافتراضي)                  | لا                               | نعم                              | نعم                              | غير معروف                                | لا                                       | غير معروف               | غير معروف               | غير معروف                              | غير معروف                          |
| توتانوتا           | ألمانيا                             | نعم (الافتراضي)                  | لا                               | لا, JS required                  | لا                               | لا                                       | لا                                       | لا                      | لا                      | لا                                     | لا                                 |
| بريد ياهو!         | الولايات المتحدة الأمريكية          | نعم (الافتراضي)                  | لا                               | غير معروف                        | غير معروف                        | غير معروف                                | غير معروف                                | غير معروف               | غير معروف               | غير معروف                              | غير معروف                          |
| ياندكس             | روسيا                               | نعم (الافتراضي)                  | لا                               | نعم                              | غير معروف                        | غير معروف                                | غير معروف                                | غير معروف               | غير معروف               | غير معروف                              | غير معروف                          |
| Zoho               | الولايات المتحدة الأمريكية /الهند   | نعم                              | لا                               | غير معروف                        | غير معروف                        | غير معروف                                | غير معروف                                | لا                      | غير معروف               | غير معروف                              | غير معروف                          |

1. ↑  Must be an Apple (iPod, iPad, &c) owner to obtain an account, but works on Windows, as well.
2. ↑  This information can be verified by anyone with access to internet. Servers location play role in a investigation and serves thereof for legal defense
3. ↑  Statement cannot be verified to be actual true as the information is handled by servers not accessed by the public
4. ↑  For services hosted by companies that also own web search engines: The results of ads are arranged for the user in accordance to his/her interests as determined from previous search queries or other information available to the search engine.
5. ↑  Tracking the user is not necessarily bad faith behaviour – it has to be conducted in order to provide personalized search results.
6. ↑  Have servers in use, but all email hosted in Paris according to email conversation with their CEO.
7. ↑  Must be an Apple (iPod, iPad, &c.) owner to obtain an account, but works on Windows, as well.